# یاسمینه المسفیوی
یاسمینه المسفیوی (عربی: ياسمينة المسفيوي؛ زادهٔ ۹ آوریل ۱۹۷۶) تیرانداز اهل مراکش است. وی در بازی‌های المپیک تابستانی ۲۰۱۲ شرکت کرده‌است.